# كريستيان ألميدا
كريستيان ألميدا (بالإسبانية: Christian Almeida) (25 ديسمبر 1989 بمونتفيدو في الأوروغواي - ) هو لاعب كرة قدم أوروغواني في مركز الوسط. لعب مع نادي ليفربول.

## وصلات خارجية
- كريستيان ألميدا على موقع قاعدة بيانات كرة القدم.إي يو (الإنجليزية)
- كريستيان ألميدا على موقع Soccerway.com (الإنجليزية)